# André Poggenburg
André Poggenburg (Weißenfels, 12 marzo 1975) è un politico tedesco, ex membro di Alternativa per la Germania, di cui era leader nello Stato federato della Sassonia-Anhalt. Poggenburg si autodefinisce "Nazionalconservatore". Ha lasciato Alternativa per la Germania nel gennaio 2019, fondando "Aufbruch der Deutschen Patrioten" (Risveglio dei Patrioti Tedeschi).

## Biografia
Ha lavorato come commerciante. Nel 2016 è stato candidato per l'AfD alle elezioni statali della Sassonia-Anhalt, dove ha ottenuto 271.832 voti, pari al 24.2%, ottenendo 24 seggi. Complessivamente, è stato il secondo candidato più votato, dietro solo a Reiner Haseloff dell'Unione Cristiano-Democratica di Germania.